# Pojačivač (genetika)
U genetici pojačivač je kratki region DNK za koji se mogu vezati trans delujući proteini (slično setu transkripcionih faktora) koji povišavaju nivo transkripcije gena u genskom klasteru. Enhanceri su obično cis delujući, mada enhancer ne mora da bude posebno blizo gena na koji deluje, u nekim slučajevima on ne mora da bude ni na istom hromozomu.
Kod eukariotskih ćelija u hromatinskim kompleksima DNK je savijena na način koji funkcionalno podseća na supernamotano stanje prokariotske DNK. Drugim rečima mada je pojačivač DNK udaljen od gena u pogledu broja nukleotida on je geometrijski blizo promotera i gena.

## Spoljašnje veze
- Enhancer+Elements,Genetic на 